# Nai Mãn Châu
Nai sừng xám Mãn Châu (Danh pháp khoa học: Cervus canadensis xanthopygus) là một phân loài của loài nai sừng xám Cervus canadensis. Đây là một loài bản địa của vùng Đông Bắc Á, phân bố ở các quốc gia như Nga, Trung Quốc và Triều Tiên.

## Mô tả
Các con hươu Mãn Châu có màu nâu đỏ trong mùa hè và màu xám nâu vào mùa đông để thích nghi với khí hậu khi tiết trời trở nên giá lạnh. Nó có lông đen trên cổ và phần dưới thì màu tối hơn, tiếp theo là mông màu sáng. Hươu Mãn Châu có kích thước nhỏ hơn so với nai sừng tấm Bắc Mỹ (Cervus canadensis canadensis) với gạc nhỏ hơn. Gạc hươu đực tương đối nhỏ. Nai cái có màu đỏ hơn hươu đực và thiếu bờm cổ. Hươu này được thích nghi với môi trường rừng rụng lá ở Mãn Châu, Yakutia, phía Bắc Trung Quốc và Bắc Triều Tiên. Giống như nhiều hươu đỏ, hươu trưởng thành có thể có một số điểm có thể nhìn thấy trong bộ da vào mùa hè

## Phạm vi
Phân loài nai này được tìm thấy ở miền Đông Nam Siberia (phía đông của hồ Baikal), Đông Bắc Mông Cổ, Mãn Châu, Bắc Triều Tiên và đông bắc Trung Quốc. Các dạng tương tự từ Alxa, Cam Túc, Sơn Tây và phía nam Mông Cổ ban đầu được mô tả như là một phân loài riêng biệt, loài Nai Alashan (Cervus canadensis alashanicus). Tuy nhiên nghiên cứu di truyền gần đây chỉ ra rằng con nai này thuộc phân loài Mãn Châu.

## Sừng hươu
Chúng là một trong ba loài thường được nuôi để lấy nhung. Gạc giống hươu trắng là sản phẩm được lấy từ loài hươu tuyết toàn thân hươu có màu trắng được cho là loại đặc biệt quý hiếm. Được coi là vị thuốc bổ dùng trong các trường hợp cơ thể suy nhược, thần kinh suy nhược, lao động chân tay và trí não quá tải... Những con nai trắng được sinh ra một màu nâu hoặc nâu với một mẫu trắng đốm. Đôi khi những nai tơ có thể được sinh ra với một màu xám khi xuất hiện điều này làm cho chúng trông có vẻ bẩn thỉu. Bộ lông của chúng sau đó trở thành màu trắng tinh khôi ở vào giữa năm thứ hai và đôi khi bị nhầm lẫn với hươu bị bạch tạng.
Gạc hươu trắng là loại đặc biệt khác gạc hươu đỏ ở chỗ nhẵn hơn, ít nhánh hơn và có màu trắng ngà toàn thân, dài 70–120 cm và đường kính khoảng 3–5 cm, gạc hươu trắng được cho là có tác dụng tốt hơn hươu thường, có thể do cấu trúc thành phần vi chất, khoáng chất trong gạc hươu tuyết khác gạc hươu thường. Chính vì vậy mà gạc hươu trắng có giá trị cũng như bổ dưỡng hơn được nhiều người lựa chọn dùng hơn. Trong gạc hươu tuyết có chứa khoảng 25% chất keo (keratin) 50-60% calci photphát, calci cacbonat, một ít chật đạm và ít nước.
Gạc hươu tuyết có tác dụng tốt hơn hươu thường gấp nhiều lần về giá trị dinh dưỡng cũng như công dụng với sức khoẻ con người. Theo y học cổ truyền Việt Nam, gạc hươu nai có tác dụng sinh tinh, bổ tủy, ích huyết; chữa các chứng hư tổn cơ thể, di tinh, liệt dương, vô sinh, bệnh lậu, giúp khỏe gân xương, kéo dài tuổi thọ. gạc hươu giúp tăng sức mạnh cơ bắp, sảng khoái tinh thần, vết thương mau lành, ăn ngủ tốt, lợi niệu và tăng nhu động dạ dày – ruột, chuyển hóa tốt protid và glucid... Liều mạnh gây hạ huyết áp, làm tim co bóp mạnh, đập nhanh, giật cơ, co giật hay đông huyết.

## Trong ẩm thực
Loài nai Mãn Châu này có những ý nghĩa trong ẩm thực Trung Quốc. Gân nai lấy từ Giống nai đực có sừng (gạc). Vào mùa hạ nai đực rụng sừng. Sừng non của nai gọi là lộc nhung, là một vị thuốc tráng dương, bổ thận, tăng sinh lực. Gân nai được dùng để chế biến món ăn. Khi làm thịt, dùng lửa thui đùi nai, cạo sạch lông. Cho vào nước luộc mềm. Dùng dao nhọn xẻ tách gân ra khỏi phần bắp thịt. Cho gân nai ngâm trong nước có pha muối và giấm cho mềm. Khi gân đã mềm, cắt khúc, hầm chung gân nai trong nước luộc gà (chicken broth) với tôm khô, măng, củ đậu, chả lụa.
Ngoài ra còn sừng non trên đầu hươu ngựa đực hoặc hươu hoa mai thuộc họ Hươu chưa xương hóa và mọc lông nhung dày đặc. Nhung hươu hoa mai thường gọi là nhung hươu hoa còn nhung hươu ngựa đực gọi là nhung hươu ngựa. Các loài hươu này thường sinh trưởng ở vùng Cát Lâm, Liêu Ninh, Hắc Long Giang, Tân Cương, Thanh Hải thuộc Trung Quốc. Cưa nhung hươu vào mùa hạ và thu, sau khi gia công thì phơi khô hoặc sấy khô. Khi dùng đốt bỏ lông, cạo sạch, thái lát mỏng ngang hoặc bổ thành miếng vụn, nghiền thành bột để dùng. Theo Đông Y, nhung hươu có tính ấm, vị ngọt mặn, tốt cho thận, gan, có tác dụng bổ thận tráng dương, ích tinh huyết, cường gân cốt, điều xung nhiệm, trị độc ở vết thương.
Trong Tám món ăn hay mười món ăn quý nhất Trung Hoa (Bát trân), có món gân hươu Liêu Ninh. Gân hươu Liêu Ninh là gân con hươu ở Liêu Ninh làm món ăn. Hươi ở miền núi Liêu Ninh có tiếng là quý. Vì hươu ở đây được ăn ngon một giống nhân sâm mọc trong rừng. Gân hươu có thể làm ra nhiều món ăn. Gân hươu khô đem ngâm với nước tro bếp một đêm. Hôm sau cho vào nồi nước, đun sôi trong hai giờ. Khi nào gân mềm sẽ đem ra, rửa sạch rồi cắt thành từng khúc nhỏ, lại chẻ hai đầu ra làm bốn năm miếng. Lấy thịt gà nạc, thịt bắp đùi heo, hành, nấm hương, của mã thày, đậu xanh, mướp hương, sáng sấu (chanh hay muốn tiêu), mì chính, muối rang và bốn vị thuốc bắc là khởi tử, hoài sơn, đại táo, hùng kỳ, cho gân hươu vào nấu chín mềm là thành món ăn ngon và bổ.